# Кривошеев, Максим Александрович
Макси́м Алекса́ндрович Кривоше́ев (род. 17 августа 1988, Омск, СССР) — российский профессиональный баскетболист, играющий на позиции тяжёлого форварда. Выступает за баскетбольный клуб «Руна».

## Карьера
Максим Кривошеев начал карьеру в родном городе Омске, клубе Высшей лиге «БК 1716», где попал на заметку селекционерам из новосибирского «Сибирьтелеком-Локомотив». На протяжении 4 сезонов выступал за команды различного уровня новосибирского клуба, а в 2008 году подписал контракт с «Локомотив-Ростов», откуда на следующий год вместе с «Локомотивом» переехал в Краснодар.
В составе молодёжной сборной России занял 4 место на чемпионате Европы.
В 2010 году Максим получил травму спины, и на полное восстановление после операции ушёл почти год.
В октябре 2011 года подписал контракт со «Спартаком-Приморье». Сезон начал в составе команды «Спартак-ВГУЭС» (Владивосток), после чего присоединился к основной команде края — «Спартак-Приморье».
В июле 2012 года перешёл в красноярский «Енисей», подписав контракт на один сезон. В июле 2013 года продлил соглашение ещё на один год.
В июле 2014 года стал игроком «Нижнего Новгорода» на 2 года. В 25 матчах Единой лиги ВТБ, в среднем проводил на площадке чуть больше 5 минут, набирая 1,4 очка и 1,1 подбора. В 19 матчах Евролиги в среднем проводил на площадке 5 минут, набирая 1,7 очка и 0,8 подбора. В июне 2015 года «Нижний Новгород» воспользовался опцией расторжения контракта с Кривошеевым.
В августе 2015 года Кривошеев перешёл в «Самару». В Суперлиге-1 дивизион Максим принял участие в 36 матчах, в среднем за игру набирая 11,1 очка и 7,4 подбора. В регулярном сезоне Кривошееву записал на свой счёт 7 дабл-даблов. По окончании плей-офф, Максим был признан «Лучшим центровым» турнира.
В сентябре 2016 года Кривошеев вернулся в «Спартак-Приморье». В составе команды стал бронзовым призёром Суперлиги-1 дивизион, а также вошёл в символическую пятёрку турнира.
В сезоне 2017/2018, в составе приморской команды, Кривошеев стал чемпионом Суперлиги-1 дивизион и вновь вошёл в символическую пятёрку турнира. В Суперлиге и Кубке России принял участие в 55 матчах и набирал 15,3 очка, 8,9 подбора, 1,5 передачи в среднем за игру.
В мае 2019 года Кривошеев перешёл в «Уралмаш». По итогам Кубка России 2019/2020 Максим вошёл в символическую пятёрку турнира.
В сезоне 2020/2021 Кривошеев стал серебряным призёром Суперлиги-1 и был включён в символическую пятёрку турнира.
В мае 2021 года Кривошеев подписал новый контракт с «Уралмашем».

## Достижения
- Серебряный призёр Кубка Вызова ФИБА: 2010/2011
- Чемпион Суперлиги (2): 2017/2018, 2021/2022
- Серебряный призёр Суперлиги (2): 2020/2021, 2022/2023
- Бронзовый призёр Суперлиги: 2016/2017
- Серебряный призёр Кубка России: 2011/2012

## Статистика
| Сезон                                                                                   | Команда          | Лига            | GP | GS | MPG  | FG%  | 3P%  | FT%   | RPG | APG | SPG | BPG | PPG |  |
| 2011/12                                                                                 | Все клубы        | Все лиги        | 16 | 3  | 9,0  | 42,2 | 0,0  | 41,7  | 2,1 | 0,3 | 0,5 | 0,2 | 3,3 |  |
| 2011/12                                                                                 | Спартак-Приморье | ПБЛ             | 13 | 2  | 8,8  | 46,2 | 0,0  | 38,2  | 2,4 | 0,3 | 0,5 | 0,2 | 3,8 |  |
| 2011/12                                                                                 | Локомотив-Кубань | Единая лига ВТБ | 3  | 1  | 9,5  | 16,7 | 0,0  | 100,0 | 0,7 | 0,3 | 0,7 | 0,3 | 1,3 |  |
| 2012/13                                                                                 | Все клубы        | Все лиги        | 17 | 2  | 10,7 | 54,0 | 0,0  | 62,5  | 2,5 | 0,2 | 0,5 | 0,1 | 4,9 |  |
| 2012/13                                                                                 | Енисей           | ПБЛ             | 13 | 2  | 12,9 | 53,2 | 0,0  | 62,5  | 3,1 | 0,3 | 0,6 | 0,1 | 6,2 |  |
| 2012/13                                                                                 | Енисей           | Единая лига ВТБ | 9  | 1  | 8,1  | 38,5 | 0,0  | 58,3  | 1,6 | 0,0 | 0,4 | 0,0 | 1,9 |  |
| 2013/14                                                                                 | Енисей           | Единая лига ВТБ | 16 | 0  | 9,5  | 50,0 | 25,0 | 50,0  | 2,0 | 0,4 | 0,3 | 0,1 | 3,1 |  |
| 2014/15                                                                                 | Все клубы        | Все лиги        | 44 | 2  | 5,2  | 43,9 | 0,0  | 57,1  | 1,0 | 0,1 | 0,1 | 0,1 | 1,5 |  |
| 2014/15                                                                                 | Нижний Новгород  | Единая лига ВТБ | 25 | 1  | 5,2  | 37,1 | 0,0  | 57,1  | 1,1 | 0,2 | 0,1 | 0,1 | 1,4 |  |
| 2014/15                                                                                 | Нижний Новгород  | Евролига        | 19 | 1  | 5,1  | 54,5 | 0,0  | 57,1  | 0,8 | 0,1 | 0,1 | 0,1 | 1,7 |  |
|                                                                                         |                  | Всего           | 93 | 7  | 7,6  | 47,4 | 7,1  | 53,9  | 1,6 | 0,2 | 0,3 | 0,1 | 2,7 |  |
| Наведите курсор мыши на аббревиатуры в заголовке таблицы, чтобы прочесть их расшифровку |                  |                 |    |    |      |      |      |       |     |     |     |     |     |  |

- В составе Уралмаша